# 鮑德溫帕克 (密蘇里州)
鮑德溫帕克（英語：Baldwin Park）是位於美國密蘇里州卡斯縣的村。

## 人口
根據2020年美國人口普查的數據，鮑德溫帕克的面積為0.31平方千米，當中陸地面積為0.20平方千米，而水域面積為0.11平方千米。當地共有人口85人，而人口密度為每平方千米274人。